# 澳門郵政局大樓
澳門郵政局大樓 (葡萄牙語：Edificio Sede dos CTT)，1929年建，有澳门历史上第一位考取海陆工务厅总策划师的华人陈焜培设计，大楼原址是中国慈善机构“同善堂”。但这不是澳门第一个邮局的地址，澳门的第一个邮局在1869年设立，位于水坑尾街和家辣堂街交界处。属于新古典主义风格，高3层，有水泥建造的地下室。